# Love Story (romanzo)
Love Story è un romanzo composto come traccia per una sceneggiatura da Erich Segal nelle vacanze di Natale del 1969, e trasformato, su richiesta della Paramount, in un romanzo che sarebbe dovuto uscire prima del film. Il libro uscì il 14 febbraio del 1970, nel giorno di San Valentino, presso l'editore Harper & Row di New York. Andò subito in testa alle classifiche di vendite, restando più di un anno in testa a quella del New York Times, vendendo complessivamente 10 milioni di copie con traduzioni in 33 lingue, anche grazie al successo del film, uscito nel dicembre dello stesso anno. I diritti per l'Italia furono trattati da Erich Linder, della celebre Agenzia Letteraria Internazionale, che li cedette alla Garzanti. Il libro fu in base ispirato dalla permanenza ad Harvard dell'autore: per il protagonista prese come modello l'allora studente Tommy Lee Jones, ispirandosi per i rapporti con la famiglia a quelli che l'allora studente Al Gore aveva con il padre.